# Invicto
Invicto es el nombre del segundo álbum de estudio del rapero mexicano Don Aero. Fue lanzado el 11 de agosto de 2017 por el sello Mastered Trax Latino.
El álbum cuenta con 16 canciones e incluye colaboraciones con los artistas: Melódico, T López, Nano El Cenzontle, Grim Vicious, Refye El Demonio, Arianna Puello, Swat, Derian, Rigo Luna, L5 The Crone y C-Kan.

## Lista de canciones
| N.º   | Título                                    | Duración |  |
| 1.    | «De Sur A Norte» (feat. Melódico)         | 2:42     |  |
| 2.    | «No Traen Nada»                           | 3:35     |  |
| 3.    | «Si Mañana No Despierto»                  | 4:09     |  |
| 4.    | «Eres Tú» (feat. T López)                 | 3:07     |  |
| 5.    | «No Traen Nada» (feat. Nano El Cenzontle) | 3:26     |  |
| 6.    | «Prohibido»                               | 3:09     |  |
| 7.    | «Me Miran Mal» (feat. Grim Vicious)       | 3:51     |  |
| 8.    | «Enemigos» (feat. Refye El Demonio)       | 3:45     |  |
| 9.    | «Mi Ciudad» (feat. Arianna Puello)        | 3:35     |  |
| 10.   | «Invicto»                                 | 3:58     |  |
| 11.   | «Acelerao» (feat. Swat)                   | 3:01     |  |
| 12.   | «Bye Bye Adiós» (feat. Derian)            | 3:17     |  |
| 13.   | «Allá Afuera» (feat. C-Kan)               | 3:49     |  |
| 14.   | «Piensalo» (feat. Rigo Luna)              | 3:57     |  |
| 15.   | «No Se Confunda»                          | 4:05     |  |
| 16.   | «Basta» (feat. L5 The Crone)              | 3:14     |  |
| 53:06 |                                           |          |  |